# パステル (雑貨店)
パステルは、ゼビオ株式会社パステルカンパニーが運営している雑貨店チェーン。雑貨店「パステル」、「フローラル」や駄菓子屋「かずちゃん」などの名前で主にショッピングモール等に出店している。
本項では、2021年9月まで事業を行っていた株式会社パステルに関しても記述する。

## 概要
2016年4月現在、19都道府県に合計63店舗を展開。
雑貨店は「パステル」、「クイーンズパステル」、「フローラル」、女性向け文房具類は「女子文具」、昭和の時代の雰囲気を再現した駄菓子屋は「かずちゃん」という名前で出店している。
2018年1月に福島地方裁判所郡山支部に民事再生法の適用を申請。同年4月に民事再生スポンサーに同じ郡山市に本社を持つゼビオホールディングス株式会社を選定し、パステルは同年10月にゼビオホールディングスの100%子会社となった。
2021年10月1日付でゼビオへ吸収合併され、パステルは解散。同日以降はゼビオ株式会社パステルカンパニーによる運営となった。

## 沿革
- 1979年10月、静岡県静岡市に雑貨の総合卸「メイト株式会社」を設立
- 1989年10月、福島県郡山市に雑貨の総合卸「株式会社鶴和」を設立
- 2001年10月、小売業へ参入
- 2002年2月、福島県郡山市に「株式会社パステル」を設立
- 2011年9月、現在地に本社を移転し、新社屋にバラエティショップパステル郡山本店、生活雑貨クイーンズパステル郡山本店（合計約300坪）を開店[4]
- 2018年
  - 1月19日、福島地方裁判所郡山支部に民事再生法の適用を申請、保全命令と監督命令を受けた。負債額は約30億円[6][3][7]
  - 4月20日、民事再生スポンサーにゼビオホールディングス株式会社を選定[1]
  - 8月8日、福島地方裁判所郡山支部から再生計画の認可を受ける。
  - 10月3日、100%減資を実施し、第三者割当増資の方法によりゼビオホールディングスの100%子会社となる[1]。
- 2021年10月1日、ゼビオへ吸収合併され、パステルは解散。